# Erina simplexa
Erina simplexa är en fjärilsart som beskrevs av Johann Gottlieb Otto Tepper 1882. Erina simplexa ingår i släktet Erina och familjen juvelvingar. Inga underarter finns listade i Catalogue of Life.